# Кубота, Масами
Масами Кубота (яп. 久保田 正躬 Кубота Масами, род. 6 декабря 1931) — японский гимнаст, призёр Олимпийских игр.
Масами Кубота родился в 1931 году в Осаке; закончил Токийский педагогический университет (современный университет Цукуба).
В 1956 году на Олимпийских играх в Мельбурне Масами Кубота завоевал бронзовую медаль в упражнениях на кольцах, и серебряные — в упражнениях на параллельных брусьях и в составе команды.